# Museu Aeroespacial e do Comando Aéreo Estratégico

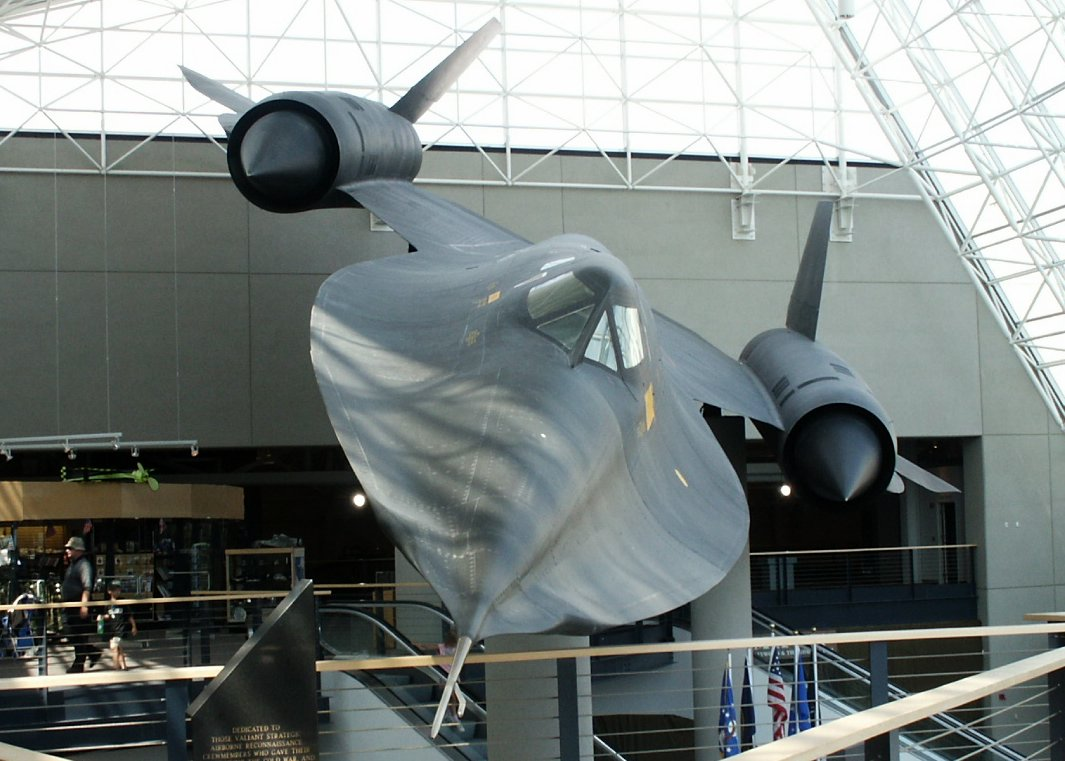
SR-71 no Strategic Air and Space Museum, Ashland, NE, em 8 de agosto de 2003.

O Strategic Air Command & Aerospace Museum (em português: Museu Aeroespacial e do Comando Aéreo Estratégico) é um museu focado na exposição de aeronaves e mísseis nucleares da Força Aérea dos Estados Unidos. O museu está localizado perto de Ashland, Nebraska. O objectivo deste museu é o de preservar e apresentar aeronaves, mísseis e veículos espaciais de valor histórico e possam servir para a informação e educação da sociedade. É tido em conta como tendo na sua posse uma das melhores colecções do mundo de aeronaves estratégicas.
Anteriormente conhecido como Strategic Air and Space Museum, o seu nome foi alterado para Strategic Air Command & Aerospace Museum após o seu corpo de 10 directores ter decidido, por unanimidade, alterar o seu nome.